# Piazza della Sala
Piazza della Sala è una delle principali piazze del centro storico di Pistoia. 

## Storia e descrizione

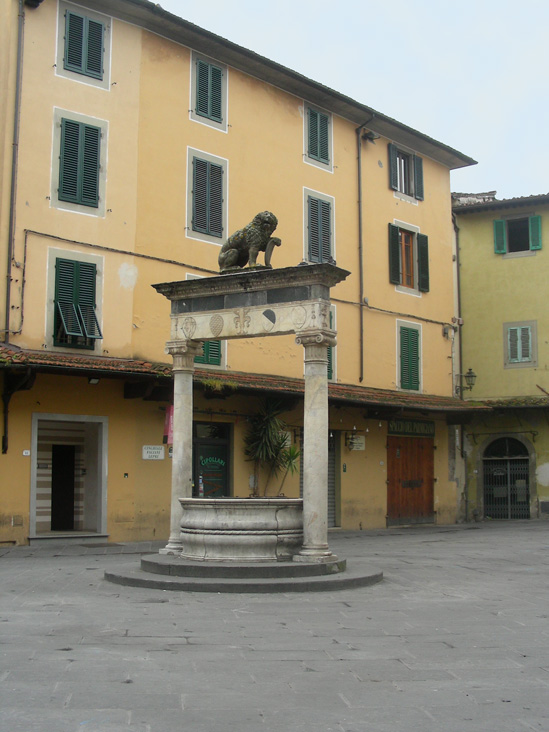
Piazza della Sala da un'altra angolatura

Deriva il nome dal ruolo che rivestì in epoca longobarda, quando vi sorgeva la curtis domini regis, ovvero il palazzo del Gastaldo, detto "sala" in longobardo. 
In età successiva divenne il mercato giornaliero degli alimenti. Su tutti i lati della piazza e nelle vie vicine si sviluppò una teoria continua di piccole botteghe con sportelloni in legno, bancali in pietra e tettoie fortemente sporgenti sorrette da mensoloni in legno. L'organizzazione del mercato delle cibarie fu compito dell'Opera di San Jacopo che concedeva i permessi di esercizio e legalizzava i registri dei commercianti, controllando perfino la posizione e l'allineamento dei banchi, che venivano assegnati ogni anno per sorteggio nel mese di aprile. 

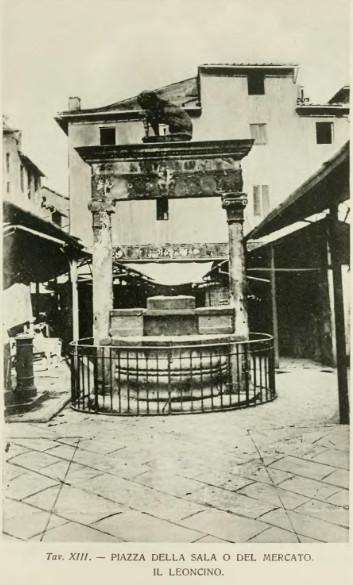
Il pozzo agli inizi del Novecento

Nel 1451 l'Opera vietò di macellare le bestie all'aperto e fece costruire delle beccherie nelle adiacenze. Stabilì che il pozzo fosse configurato all'esterno in modo da agevolare il sollevamento dell'acqua: di conseguenza il parapetto fu sostituito da un parapetto marmoreo di forma circolare che fu affiancato da due colonne ioniche sormontate da un architrave per il sostegno di una carrucola. L'architrave, suddiviso in tre fasce di marmo bianco e verde, fu ornato di stemmi, iscrizioni e cornici.
Alla vendita del pesce fu riservata la loggia "con il lastrone dove si vende il pescio", oggi scomparsa, che ha lasciato il nome all'attuale via del Lastrone. Nel 1452 la piazza della Sala fu lastricata. 
Nel 1529 un leoncino in pietra arenaria che tiene la zampa sinistra sopra lo stemma a scacchiera della città fu collocato al di sopra dell'architrave del pozzo, per ricordare, attraverso il Marzocco fiorentino, il dominio definitivo di Firenze su Pistoia. Da quel momento il pozzo assunse il nome di pozzo del Leoncino.
Nel 1564 casette e botteghe dell'opera di San Iacopo furono abbattute per costruire un nuovo palazzo sul lato sud. Lo spazio residuo fu riservato ai venditori di ortaggi. Nel 1891 furono realizzati dei banchi fissi coperti senza preoccuparsi di dotare il mercato di servizi igienici. Fra il 1936 e il 1938 i banchi fissi furono sostituiti da stand in muratura con rotolanti, che furono danneggiati dai bombardamenti durante la guerra, cosiccome il pozzo. 
Nel 1954, mentre il Pozzo del Leoncino era in restauro, al centro della piazza fu eretta una struttura in cemento armato da utilizzare come mercato coperto che suscitò molte polemiche. Nel 1989 il gabbione fu demolito e al centro della piazza, di nuovo adibita alla vendita degli ortaggi, venne riportato il Pozzo del Leoncino.